# Contea di Bollinger
La contea di Bollinger (in inglese  Bollinger County) è una contea dello Stato del Missouri, negli Stati Uniti. La popolazione al censimento del 2000 era di 12 029 abitanti. Il capoluogo di contea è Marble Hill.